# کارناوال کونکوئست
کارناوال کونکوئست (به انگلیسی: Carnival Conquest) یک کشتی است که طول آن ۹۵۳ فوت (۲۹۰٫۵ متر) و ارتفاع آن ۲۰۸ فوت (۶۳٫۴ متر) می‌باشد. این کشتی در سال ۲۰۰۲ ساخته شد.